# Liste der Homo-Epitheta
Die Liste der Homo-Epitheta (der Beiwörter zu dem lateinischen Wort homo „Mensch“) erfasst alle Ausdrücke, die aus dem lateinischen Substantiv homo („Mensch“) und einem spezifizierenden Adjektiv oder auch Substantiv zusammengesetzt sind. Dazu gehören einerseits die Bezeichnungen der Arten der Gattung Homo, die auf die epochemachende taxonomische Benennung durch Carl von Linné im Jahr 1758 zurückgeht, andererseits im Anschluss daran gebildete Zusammensetzungen, die anthropologische Merkmale des Menschen bezeichnen oder lediglich Schlagwörter verschiedener Provenienz darstellen.

## Liste der Arten der GattungHomo
| Lateinische Bezeichnung | Übersetzung                                      | Urheber / Herkunft                                          | Erläuterung |
| ----------------------- | ------------------------------------------------ | ----------------------------------------------------------- | --- |
| Homo antecessor †       | Vorläufer-Mensch                                 | José María Bermúdez de Castro et al., 1997                  | Von seinen Entdeckern gedeutet als möglicher Vorläufer der Neandertaler |
| Homo bodoensis †        | Mensch von Bodo                                  | Mirjana Roksandic, Predrag Radović et al., 2021             | Intermediäre Art zwischen Homo erectus und Homo sapiens, die in Afrika lebte, benannt nach dem sogenannten Bodo-Schädel vom Fundort Bodo D’Ar in der Afar-Senke (Äthiopien)   |
| Homo erectus †          | Aufgerichteter Mensch                            | Eugène Dubois, 1892                                         | Bei Benennung der erste bekannte, frühe Vorfahre des modernen Menschen mit aufrechtem, zweibeinigem Gang                                                                      |
| Homo ergaster †         | Werkender Mensch                                 | Colin Groves und Vratislav Mazák, 1975                      | Frühform des Homo erectus, die in Afrika lebte |
| Homo floresiensis †     | Mensch von Flores                                | Peter Brown et al., 2004                                    | Auf der indonesischen Insel Flores lebende „Inselverzwergung“ (vermutlich des Homo erectus); geborgen aus einer Bodenschicht, die zwischen 100.000 und 60.000 Jahren alt ist. |
| Homo heidelbergensis †  | Mensch aus Heidelberg                            | Otto Schoetensack, 1908                                     | Benannt nach dem Fundort des ersten Fossils (Unterkiefer von Mauer) in Mauer nahe Heidelberg                                                                                  |
| Homo habilis †          | Geschickter Mensch                               | Richard Leakey, 1964                                        | Bei Benennung der älteste bekannte, frühe Vorfahre des Menschen mit der Fähigkeit zum Anfertigen und Verwenden von Steinwerkzeugen                                            |
| Homo juluensis †        | großköpfiger Mensch                              | Wu Xiujie & Christopher J. Bae, 2024                        | Benannt nach der großen Schädelkapazität, das Typusmaterial stammt aus Xujiayao im Norden von China.                                                                          |
| Homo longi †            | Drachenmensch                                    | Qiang Ji, Wensheng Wu, Yannan Ji, Qiang Li & Xijun Ni, 2021 | Benannt nach dem herkömmlichen Namen Long Jiang für die chinesische Provinz Heilongjiang, was übersetzt so viel wie „Drachenfluss“ bedeutet                                   |
| Homo luzonensis †       | Mensch von Luzon                                 | Florent Détroit et al., 2019                                | Benannt nach dem Fundort in der Callao-Höhle auf der philippinischen Insel Luzon                                                                                              |
| Homo naledi †           | Mensch aus der Stern-Höhle                       | Lee Berger et al., 2015                                     | Benannt nach Fundort in der Rising-Star-Höhle |
| Homo neanderthalensis † | Mensch aus dem Neandertal                        | William King, 1864                                          | Benannt nach dem Fundort im Neandertal; zeitweise auch als Unterart von Homo sapiens benannt: Homo sapiens neanderthalensis                                                   |
| Homo rhodesiensis †     | Mensch aus Rhodesien                             | Arthur Smith Woodward, 1921                                 | Auch: Broken Hill Skull; nach heutiger Auffassung ein archaischer Homo sapiens aus Nordrhodesien, dem heutigen Sambia                                                         |
| Homo rudolfensis †      | Mensch vom Rudolfsee                             | Valerii Alexeev, 1986                                       | Benannt nach dem Rudolfsee (heute: Turkana-See) in Kenia |
| Homo sapiens            | vernünftiger (verstehender, verständiger) Mensch | Carl von Linné, 1758                                        | Der anatomisch moderne Mensch („Jetztmensch“); zeitweise neben dem Neandertaler als eine von zwei Unterarten des Homo sapiens betrachtet: Homo sapiens sapiens                |

    †: Die Art ist heute ausgestorben

## Liste paläoanthropologischer Epitheta zuHomo(Auswahl)
Kein allgemein anerkanntes Taxon, sondern lediglich nach dem Fundort oder nach anderen Merkmalen benannt sind:
| Lateinische Bezeichnung         | Übersetzung                         | Urheber / Herkunft                                         | Erläuterung |
| ------------------------------- | ----------------------------------- | ---------------------------------------------------------- | --- |
| Homo africanus                  | Mensch aus Afrika                   | John T. Robinson, 1972                                     | Vorgeschlagen mit der Begründung, die Bezeichnung Australopithecus sei bloß ein jüngeres Synonym für Homo, weswegen die Typusart Australopithecus africanus als Homo africanus zu bezeichnen sei. |
| Homo antiquus                   | Frühmensch                          | Walter W. Ferguson, 1984                                   | Fergusen bezweifelte die Gültigkeit des Artnamens Australopithecus afarensis und schrieb die größeren Zahnfunde aus der Fundstätte Hadar (Äthiopien) Australopithecus africanus zu, die kleineren stellte er zu einer sehr frühen Art der Gattung Homo. Schon damals wurden die Größenunterschiede bei Australopithecus afarensis jedoch von anderen Forschern auf einen Sexualdimorphismus zurückgeführt. |
| Homo calpicus                   | Mensch aus Gibraltar                | Hugh Falconer, 1864                                        | Vorgeschlagene Bezeichnung für das Schädeldach eines Neandertalers aus Gibraltar, abgeleitet von lat. Mons Calpe, dem römischen Namen für den Felsen von Gibraltar |
| Homo capensis                   | Mensch vom Kap                      | Robert Broom, 1917                                         | 1913 wurde auf einer Farm im Dorf Boskop in Südafrika das Fragment eines Schädeldachs entdeckt, das 1917 mit einem eigenen, neu eingeführten Artnamen benannt wurde. Das Epitheton capensis verweist auf die Südspitze Afrikas. Datiert ins Middle Stone Age, wird das Fossil Boskop 1 heute als früher anatomisch moderner Mensch (Homo sapiens) angesehen, mit verwandtschaftlicher Nähe zu den Khoisan. |
| Homo chapellensis               | Mensch aus La Chapelle-aux-Saints   | Hugo von Buttel-Reepen, 1911                               | Bezeichnung für das Fossil La Chapelle-aux-Saints 1, ein sehr gut erhaltenes Skelett eines Neandertalers. Buttel-Reepen führte das Art-Epitheton wie folgt ein: „Wenige Tage vor der offiziellen Ausgrabung des Homo Mousteriensis entdeckten drei französische Forscher am 3. August 1908 in der Grotte La Chapelle-aux-Saints bei dem gleichnamigen Dorfe im benachbarten Départment Corrèze ein weiteres Skelett des Neandertalers, das ich hier der Bequemlichkeit halber als Homo Chapellensis bezeichne.“ „Homo moustériensis“ bezieht sich auf die Neandertaler vom Fundort Le Moustier. |
| Homo cepranensis                | Mensch aus Ceprano                  | Francesco Mallegni et al., 2003                            | Bezeichnung für ein Schädeldach, das in Ceprano (Italien) entdeckt wurde und aufgrund seines Alters am ehesten Homo erectus bzw. Homo heidelbergensis zuzuordnen ist |
| Homo erectus bilzingslebenensis | Aufrechter Mensch aus Bilzingsleben | Emanuel Vlček, 1978                                        | Homo heidelbergensis zugerechnete Fossilien vom Fundplatz Bilzingsleben im Norden Thüringens |
| Homo erectus javanicus          | Aufrechter Mensch von Java          |                                                            | Homo erectus (Java-Mensch), 1891 von Eugène Dubois auf der indonesischen Insel Java entdeckt; der erste Fund eines Fossils der Hominini außerhalb Europas. |
| Homo erectus lantianensis       | Aufrechter Mensch von Lantian       |                                                            | Homo erectus (Lantian-Mensch), 1963/64 in Lantian, China entdeckte Schädelfragmente |
| Homo erectus mauritanicus       | Aufrechter Mensch aus Mauretanien   | Camille Arambourg 1954                                     | In Algerien und nicht in Mauretanien entdeckt und zunächst Atlanthropus mauritanicus benannt, wird das Fossil heute meist zu Homo erectus gestellt. |
| Homo erectus modjokertensis     | Aufrechter Mensch aus Mojokerto     | von Koenigswald, 1950                                      | auch: Homo modjokertensis; Funde des Java-Menschen (Homo erectus) von der Insel Java, Indonesien; benannt nach der Stadt Mojokerto (alte Schreibweise: Modjokerto) |
| Homo erectus nankinensis        | Aufrechter Mensch von Nanking       |                                                            | Funde von Homo erectus aus Nanjing, Volksrepublik China |
| Homo erectus narmadensis        | Aufrechter Mensch von Narmada       | Arun Sonakia, 1984                                         | Bezeichnung für das älteste in Indien entdeckte hominine Fossil, ein rund 250.000 Jahre altes Schädeldach, siehe unten, Homo narmadensis |
| Homo erectus palaeohungaricus   | Aufrechter Mensch aus Alt-Ungarn    | Andor Thoma, 1966                                          | Funde aus Vértesszőlős in Ungarn (Vértesszőlős I und II), für deren Alter es unterschiedliche Datierungen gibt (328.000–310.000 Jahre, 185.000 Jahre,) dementsprechend zuzuordnen dem Homo erectus / Homo heidelbergensis (ältere Datierung) oder Homo heidelbergensis / Homo neanderthalensis. |
| Homo erectus reilingensis       | Aufrechter Mensch aus Reilingen     | Alfred Czarnetzki, 1989                                    | Funde von Homo erectus bzw. Homo heidelbergensis aus Reilingen (Baden-Württemberg) |
| Homo erectus tautavelensis      | Aufrechter Mensch aus Tautavel      |                                                            | Funde von Homo erectus aus der Höhle von Arago nahe Tautavel, Südfrankreich |
| Homo erectus soloensis          | Aufrechter Mensch vom Solo(-Fluss)  |                                                            | Funde des Java-Menschen (Homo erectus) von der Insel Java, Indonesien; benannt nach dem Fluss Solo (siehe: Homo soloensis) |
| Homo florisbadensis             | Mensch aus Florisbad                | Matthew Robertson Drennan, 1937                            | 1932 in Florisbad, Südafrika, von Thomas Frederick Dreyer entdecktes und 1935 von ihm nach dem Geldgeber für seine Forschung, R. E. Helme, als Homo helmei benanntes Schädelfragment, für das der Anatom Matthew Robertson Drennan 1937 den alternativen Namen Homo florisbadensis vorschlug. Das Fossil (siehe Florisbad 1) wurde 1996 auf 259.000 ± 35.000 Jahre datiert und wird als früher archaischer Homo sapiens interpretiert. |
| Homo gautengensis               | Mensch aus Gauteng                  | Darren Curnoe, 2010                                        | Fossilien aus Gauteng (Südafrika) mit unklarer Zuordnung zur Gattung Homo (Homo habilis?) oder Australopithecus (Australopithecus africanus?) |
| Homo georgicus                  | Mensch aus Georgien                 | Léo Gabounia et al., 2002                                  | Fossilien aus der Gattung Homo, 1991 in Dmanissi, Georgien, gefunden; älteste außerhalb Afrikas entdeckte Fossilien aus dem Formenkreis der Hominini, auf 1,75 bis 1,8 Millionen Jahre datiert; seit 2013 als Homo erectus ergaster georgicus bezeichnet |
| Homo grimaldii                  | Grimaldi-Mensch                     | Georges Vacher de Lapouge, 1905–06                         | Das Epitheton grimaldii bezieht sich auf Albert I. (Monaco), der um das Jahr 1900 Ausgrabungen in mehreren Höhlen bei Ventimiglia finanzierte. Diese Höhlen wurden daraufhin zu Ehren des Hauses Grimaldi als Grimaldi-Höhlen bezeichnet. Die dort im Jahr 1901 gefundenen zwei Skelette der „Grimaldi-Menschen“ sind etwas über 20.000 Jahre alt und gehören zum anatomisch modernen Menschen (Homo sapiens). |
| Homo helmei                     | Helmes-Mensch                       | Thomas Frederick Dreyer, 1935                              | 1932 in Florisbad, Südafrika, von Thomas Frederick Dreyer entdecktes und 1935 von ihm nach dem Geldgeber für seine Forschung, R. E. Helme, als Homo helmei benanntes Schädelfragment, für das der Anatom Matthew Robertson Drennan 1937 den alternativen Namen Homo florisbadensis vorschlug. Das Fossil (siehe Florisbad 1) wurde 1996 auf 259.000 ± 35.000 Jahre datiert und wird als früher archaischer Homo sapiens interpretiert. |
| Homo kanamensis                 | Mensch von Kanam                    | Louis Leakey, 1935                                         | Kanam ist eine archäologische Fundstätte in der Nähe des Victoriasees in Kenia (0° 21' Süd, 34° 30' Ost), wo Juma Gitau, ein lokaler Helfer von Louis Leakey, 1932 das Fragment eines fossilen Unterkiefers entdeckte, der von Leakey 1935 als Holotypus von Homo kanamensis bestimmt wurde (Sammlungsnummer: Kanam 1). Datierung unsicher, vermutlich spätes Pleistozän/Holozän, demnach vermutlich anatomisch moderner Mensch (Homo sapiens). |
| Homo leakeyi                    | Leakeys Mensch                      | Gerhard Heberer, 1963                                      | Geehrt wurde Louis Leakey, der das mit diesem Epitheton belegte Fossil OH 9 („Chellean Man“) 1960 in der Olduvai-Schlucht entdeckt hatte. Heute Homo erectus oder Homo ergaster |
| Homo mauritanicus               | Mensch aus Mauretanien              | Camille Arambourg 1954                                     | Das nicht in Mauretanien, sondern in Algerien entdeckte Fossil wurde zunächst Atlanthropus mauritanicus benannt. Heute wird es meist zu Homo erectus gestellt oder als Homo erectus mauritanicus bezeichnet |
| Homo microcranous               | Kleinschädeliger Mensch             | Walter W. Ferguson, 1995                                   | Fergusen bezweifelte die Zuordnung des in Koobi Fora gefundenen, recht kleinen Schädels KNM-ER 1813 zu Homo habilis und wählte für dieses Fossil einen eigenen Artnamen, wies dieser Art jedoch keine anderen, ähnlich kleinwüchsigen Funde zu. |
| Homo modjokertensis             | Mensch aus Mojokerto                | von Koenigswald, 1936                                      | auch: Homo erectus modjokertensis; Funde des Java-Menschen (Homo erectus) von der Insel Java, Indonesien; benannt nach der Stadt Mojokerto (alte Schreibweise: Modjokerto) |
| Homo moustériensis              | Mensch von Le Moustier              | Otto Hauser, 1909                                          | Dieser Artname wurde für das erste in Le Moustier (Département Dordogne, Südwest-Frankreich) entdeckte Teilskelett eines Neandertalers gewählt. |
| Homo narmadensis                | Mensch vom Narmada                  | Anek R. Sankhyan, 2013                                     | Das älteste in Indien entdeckte Fossil eines Homo erectus, ein Schädeldach, aufgefunden am Ufer des Flusses Narmada bei Hathnora, im heutigen Bundesstaat Madhya Pradesh. Erstmals 1984 beschrieben von Arun Sonakia und als lokale Variante von Homo erectus (Homo erectus narmadensis) interpretiert, 2013 „provisorisch“ als eigene Art klassifiziert. |
| Homo pekinensis                 | Peking-Mensch                       | Davidson Black, 1927                                       | Homo erectus, entdeckt in einer Höhle bei Zhoukoudian, einem heutigen Vorort von Peking, Volksrepublik China. Zunächst benannt als „Sinanthropus pekinensis“, später zu Homo gestellt. |
| Homo platyops                   | Flachgesichtiger Mensch             | Meave Leakey et al., 2001 sowie Cela-Conde und Ayala, 2003 | Nicht allgemein anerkannter Namensvorschlag für den Schädelfund KNM-WT 40000, der von seinen Entdeckern Kenyanthropus platyops benannt wurde |
| Homo primigenius                | Ursprünglicher Mensch               | Ernst Haeckel, 1868                                        | Bezeichnung für einen hypothetischen „Urmenschen“, mit der zeitweise auch Neandertaler-Funde belegt wurden |
| Homo primigenius africanus      | Ursprünglicher afrikanischer Mensch | Franz Weidenreich, 1928                                    | Bezeichnung für das Fossil Kabwe 1 |
| Homo saldanensis                | Mensch von Saldanha                 | Matthew Robertson Drennann, 1955                           | Saldanha ist eine archäologische Fundstätte in der Gemeinde Saldanha in Südafrika. Das 1953 entdeckte Schädeldach Saldanha 1, 1955 als Holotypus einer neu eingeführten Art benannt, wird heute Homo rhodesiensis zugeschrieben. |
| Homo sapiens balangodensis      | Weiser Mensch aus Balangoda         | P. E. P. A. R. Deraniyagala, 1955                          | Skelettfunde von modernen Menschen, die vor 12.000 Jahren auf Sri Lanka lebten |
| Homo sapiens idaltu             | Weiser Idaltu-Mensch                | Tim White, Berhane Asfaw et al., 2003                      | Fossilien aus Äthiopien, die auf ein Alter von 160.000 bis 154.000 Jahren datiert wurden; Idaltu = „Stammesältester“ in der Sprache der Afar |
| Homo sapiens proto-sapiens      | Weiser Ur-Mensch                    | George Montandon, 1943                                     | Als Holotypus dieser – von den Fachleuten letztlich nicht anerkannten – Subspezies wurde der Swanscombe-Schädel ausgewiesen. |
| Homo soloensis                  | Mensch vom Solo(-Fluss)             | Willem Oppennoorth, 1932                                   | Funde des Java-Menschen (Homo erectus) von der Insel Java, Indonesien; benannt nach dem Fluss Solo |
| Homo spelaeus                   | Höhlenmensch                        | Georges Vacher de Lapouge, 1899                            | Vorgeschlagene Bezeichnung für „die Rasse der Cro-Magnon“ (Race de Cro-Magnon), das heißt für das namensgebende Fossil Cro-Magnon 1 der Cro-Magnon-Menschen. |
| Homo spyensis                   | Mensch aus Spy                      | Wilhelm Krause, 1909                                       | Das Epitheton spyensis verweist auf die ehemalige Gemeinde Spy in Belgien (heute Ortsteil von Jemeppe-sur-Sambre) und wurde vorgeschlagen für das Fossil Spy 1, einen Neandertaler-Fund aus dem Jahr 1886. |
| Homo steinheimensis             | Mensch aus Steinheim                | Fritz Berckhemer, 1936                                     | Bezeichnung für einen fossilen Schädel, der 1933 in Steinheim an der Murr gefunden wurde; „Zwischenstufe“ zwischen Homo heidelbergensis und Homo neanderthalensis. Die Bezeichnung Homo steinheimensis wurde von Berckhemer beiläufig in Anmerkung 2 auf S. 350 und in den Erläuterungen zu den Abbildungen eingeführt. |
| Homo transvaalensis             | Mensch aus Transvaal                | Ernst Mayr, 1950                                           | auch: Plesianthropus transvaalensis („Fastmensch aus Transvaal“); veralteter Name für Funde aus Südafrika, die heute als Australopithecus africanus bezeichnet werden |

## Paläoanthropologische Curiosa
| Lateinische Bezeichnung | Übersetzung                        | Urheber / Herkunft            | Erläuterung |
| ----------------------- | ---------------------------------- | ----------------------------- | --- |
| Homo diluvii testis     | Der die Sintflut bezeugende Mensch | Johann Jacob Scheuchzer, 1726 | Bezeichnung für ein Fossil aus Öhningen durch den Naturforscher Scheuchzer, das erst Georges Cuvier als Salamander erkannte. |

## Liste philosophisch-anthropologischer und sonstiger Epitheta zuHomo
Hier werden lediglich Epitheta verzeichnet. Längere Ausdrücke und ganze Sätze sind in der Liste lateinischer Phrasen zu finden.
| Lateinische Bezeichnung        | Übersetzung                                                                      | Urheber / Herkunft | Erläuterung |
| ------------------------------ | -------------------------------------------------------------------------------- | --- | --- |
| Homo absconditus               | Der verborgene Mensch                                                            | Helmuth Plessner | Analogie zu deus absconditus |
| Homo academicus                | Der akademische Mensch                                                           | Pierre Bourdieu, 1984 | Titel einer soziologischen Studie, in welcher Pierre Bourdieu sich mit den Hierarchien und gesellschaftlichen Strukturen innerhalb französischer Universitäten und Hochschulen beschäftigt |
| Homo aestheticus               | Der wahrnehmende, ästhetische Mensch                                             | Luc Ferry, 1990; Ellen Dissanayake, 1992 | Schönheitsempfinden, Geschmack, Kunstschaffen und Kunstgenuss |
| Homo ambitiosus                | Der ehrgeizige Mensch                                                            | Wilhelm Gerloff | |
| Homo amans                     | Der liebende Mensch                                                              | Viktor Frankl; Humberto Maturana, 2008 | Der Mensch als Liebender |
| Homo aquamportans              | Der wassertragende Mensch (Der Mensch als Wasserträger)                          | Andreas Rauchegger; | Titel einer kulturanthropologischen Studie über die Relevanz des Trageaktes von Wasser zur Sicherstellung der Trink- und Nutzwasserversorgung. Global gesehen wird es eine Wassersicherstellung ohne solche Weg- und Tragestrecken nicht geben. Das gilt auch für den europäischen Kulturraum. |
| Homo aquaticus                 | Der im Wasser lebende Mensch                                                     | Alister Hardy; Jacques-Yves Cousteau, Ende der 1970er Jahre; aufgenommen von Dougal Dixon: Man After Man: An Anthropology of the Future (1990) | Bezeichnung des im Wasser lebenden Menschen nach der Wasseraffentheorie Hardys; futuristische Vision Cousteaus vom kiemenatmenden Menschen |
| Homo balcanicus                | Der balkanische Mensch                                                           | Osteuropäische Geschichte, in Analogie zu Homo sovieticus | |
| Homo bene figuratus            | Der wohlgeformte Mensch                                                          | Vitruv | Der Mensch mit einem idealen Verhältnis der Körperteile zueinander |
| Homo biologicus                | Der biologische Mensch                                                           | Charles Elworthy | der Mensch als von evolutionären Anpassungen an seine Umwelt geprägtes Wesen |
| Homo bulla                     | Der Mensch als Blase                                                             | Marcus Terentius Varro | der Mensch zerplatzt so leicht wie eine Seifenblase; siehe Homo bulla in der Liste lateinischer Phrasen |
| Homo cerebralisatus            | Der durch sein Gehirn bestimmte Mensch                                           | Markus Plankensteiner | |
| Homo clausus                   | Der eingeschlossene Mensch                                                       | Norbert Elias | eine in der Soziologie eingeführte Bezeichnung für einen Menschen, der in seinem „Inneren“ von der „Außenwelt“ abgeschlossen ist |
| Homo compensator               | Der ausgleichende Mensch                                                         | Odo Marquard, 1981 | der Mensch kompensiert durch kulturelle Üblichkeiten seine eigenen Unzulänglichkeiten |
| Homo consumens                 | Der konsumierende Mensch                                                         | Erich Fromm, 1969 | |
| Homo cooperativus              | Der zusammenarbeitende Mensch                                                    | stammt aus der Umweltökonomie | |
| Homo creator                   | Der schöpferische Mensch                                                         | Michael Landmann, 1955; Wilhelm Emil Mühlmann, 1962 | Schöpfer – Schöpfertum und Kreativität |
| Homo culturalis                | Der kulturbildende Mensch                                                        | Sozial- und Wirtschaftswissenschaften | |
| Homo demens                    | Der wahnsinnige Mensch                                                           | Edgar Morin, 1975; Konrad Lorenz | einziges Wesen mit Wahnideen |
| Homo Deus                      | Der gottgleiche Mensch                                                           | Yuval Noah Harari, 2016 | Im Sachbuch Homo Deus – Eine Geschichte von Morgen wird erörtert, was geschehen könnte, wenn dem Menschen durch künstliche Intelligenz ‚gottgleiche‘ Fähigkeiten verliehen würden. |
| Homo discens                   | Der lernende Mensch                                                              | Werner Loch (1967) Heinrich Roth, Theodor Wilhelm | Fähigkeit und Notwendigkeit, bis ins hohe Alter zu lernen und belehrt zu werden |
| Homo divinans                  | Der weissagende Mensch                                                           | Ernst Cassirer | bezieht sich auf die animistische Denktradition |
| Homo educandus                 | Der erziehungsbedürftige Mensch                                                  | Heinrich Roth, 1966; Dimitrios Liantinis | Notwendigkeit, erzogen zu werden |
| Homo educabilis                | Der erziehbare Mensch                                                            | Erziehungswissenschaft im Anschluss an die von Heinrich Roth geprägte Bezeichnung Homo educandus | Fähigkeit, erzogen zu werden |
| Homo egualis                   |                                                                                  | Herbert Gintis | |
| Homo europaeus                 | Der europa- und nicht mehr national ausgerichtete und beruflich gebildete Mensch | Kuhn/Sultana, 2006 | |
| Homo excentricus               | Der außerhalb seiner selbst stehende Mensch                                      | Helmuth Plessner, 1928 | Fähigkeit zu objektivieren, über sich selbst nachzudenken |
| Homo excelsior                 | Der höhere Mensch                                                                | Transhumanismus | Verbesserung der menschlichen Spezies durch den Einsatz technologischer Verfahren |
| Homo faber                     | Der handwerkende, schaffende Mensch                                              | Benjamin Franklin, Karl Marx, Kenneth Page Oakley, 1949; Max Scheler, Max Frisch, 1957: Homo faber (Roman); Homo Faber (Film) | Schaffen und Gestalten, Herstellung und Gebrauch von Werkzeugen |
| Homo falsus                    | Der falsche Mensch                                                               | Jan Kjærstad, 1984 | Titel eines Romans von Jan Kjærstad von 1984, der häufig als erstes Beispiel seiner Gattung bezeichnet wird |
| Homo ferens                    | Eine Hommage an die Tragekultur                                                  | Siegfried de Rachewiltz, Hg., 1947; Andreas Rauchegger, Hg., 1977: Der Homo ferens – Frauen tragen. Zur Kulturgeschichte des Tragens im historischen Tirol und in seinen Nachbarregionen. Schriften des Landwirtschaftsmuseums Brunnenburg Nr. 22 (Festschrift), Meran 2024. ISBN 978-88-945648-7-7. | Eine Publikation aus dem Jahr 2024 trägt diesen Titel. Auf etwa 300 Seiten beschäftigen sich Autorinnen und Autoren aus unterschiedlichen wissenschaftlichen Gebieten mit der Thematik. Homo ferens / Frauen tragen: warum dieser Titel, wo doch ein Begriff wie homo sapiens die Menschheit im Allgemeinen bezeichnet? Erkundigt man sich in Lehrbüchern nach der Evolutionsgeschichte der Menschheit, so wird man meist mit der Darstellung einer Reihe männlicher Wesen konfrontiert, die, ausgehend vom Australopithecus africanus bis hin zum Homo sapiens, die jeweils verfügbare Waffe – vom Tierknochen über den Steinkeil bis zum Wurfspeer – mit sich tragen. Trotzdem: War vielleicht nicht der ursprüngliche homo ferens weiblich, femina ferens, also die Frau? Der Titel dieser Festschrift möchte die Rolle der Frau bei der Entstehung aller Tragekulturen weltweit und insbesondere der alpinen Tragekultur hervorheben. Dass dabei Frauen oft wie Lasttiere behandelt wurden, wird aus mehreren unserer Beiträge klar ersichtlich. Aber auch dies: Das Überleben am Steilhang erforderte, dass alle – Männer, Frauen, Kinder und Greise – ihren Teil trugen. Dies brachte auch einen mentalitäts- geschichtlichen Wandel mit sich: Wurde das Tragen in den mediterranen Kulturen von der Antike bis in die Neuzeit als ein Zeichen der Unfreiheit gesehen und Sklaven und Frauen aufgehalst, so war es im Alpenraum häufig mit einem gewissen Prestigedenken oder aber auch mit religiösen Assoziationen verbunden. Diese Denkmuster fanden ihren Ausdruck sowohl in der religiösen als auch in der profanen Ikonographie, im religiösen Brauchtum, im Heiligenkult und in Prozessionen. Mit diesen Aspekten befassen sich einige der Beiträge in dieser Festschrift. Neben zelebrativem und demonstrativem Tragen, bei dem es meist um Prestige und Privilegien ging, gab es stets auch das Tragen aus Not: das Tragen im Krieg, das Tragen als Strafe und – schon seit prähistorischer Zeit – das Tragen, zu dem Kinder in Bergwerken gezwungen wurden. |
| Homo ferus                     | Der wilde Mensch                                                                 | Carl von Linné | Wolfskind |
| Homo generosus                 | Der großzügige Mensch                                                            | Tor Nørretranders, Generous Man | |
| Homo grammaticus               | Der grammatische Mensch                                                          | Frank Palmer, 1971 | Grammatik verwendend, doppelte Gliederung der Sprache (durch Wörter und Sätze) |
| Homo heroicus                  | Der heroische Mensch                                                             | Osteuropäische Geschichte | |
| Homo hierarchicus              | Der hierarchische Mensch                                                         | Louis Dumont | Der Mensch als Hierarchien ausbildendes Wesen, von dem französischen Anthropologen Louis Dumont am indischen Kastenwesen aufgezeigt |
| Homo historicus                | Der geschichtsforschende Mensch                                                  | Christophe Charle | |
| Homo humanus                   | Der menschliche Mensch                                                           | Martin Heidegger | |
| Homo hygienicus                | Der gesunde Mensch                                                               | Alfons Labisch, 1989 | |
| Homo imitans                   | Der nachahmende Mensch                                                           | Andrew N. Meltzoff, 1988, Jürgen Lethmate, 1992 | Fähigkeit, ein breites Verhaltensspektrum nachahmend zu übernehmen (als Grundlage für Tradition und Kulturbildung) |
| Homo incurvatus in se          | Der auf sich selbst verkrümmte Mensch                                            | Augustinus, Martin Luther | Prominente Formel der christlichen Theologie zur Kennzeichnung der Selbstbezogenheit des Menschen anstelle von Gottes- und Nächstenliebe als Wesen der Sünde |
| Homo inermis                   | Der wehrlose Mensch                                                              | Johann Friedrich Blumenbach, 1779; Johann Gottfried Herder, 1784–1791, Arnold Gehlen, 1940 | Mensch als Mängelwesen, schutzlos, instinktverlassen |
| Homo insciens                  | Der unwissende Mensch                                                            | José Ortega y Gasset | Siehe Homo insipiens |
| Homo insipiens                 | Der dumme Mensch                                                                 | José Ortega y Gasset; Josef Rattner, Gerhard Danzer | |
| Homo investigans               | Der forschende Mensch                                                            | Werner Luck, 1976; Hans Mohr, 1985 | lebenslange Neugier, Wissenschaft und Forschung |
| Homo islamicus                 | Der islamische Mensch                                                            | gegenwärtige Islam-Debatte | bezeichnet als Kampfbegriff die sich seit dem 19. Jahrhundert verändernde Wahrnehmung des Muslim als eines von der westlichen Mentalität wesentlich verschiedenen Menschen |
| Homo laborans                  | Der arbeitende Mensch                                                            | (Karl Marx); Theodor Litt, 1948 | Arbeitsteilung, Spezialisierung |
| Homo litteratus                | Der literarische Mensch                                                          | Werner Friedrich Kümmel | |
| Homo loquax                    | Der geschwätzige Mensch                                                          | Henri Bergson, 1943; Tom Wolfe (2006), auch in A Canticle for Leibowitz (1960). | eine Parodie auf die Bestimmung des Menschen als homo loquens |
| Homo loquens                   | Der sprechende Mensch                                                            | (Johann Gottfried Herder 1772), Johann Friedrich Blumenbach 1779; Sprachphilosophie | |
| Homo ludens                    | Der spielende Mensch                                                             | (Friedrich Schiller 1795); Johan Huizinga, 1938 | |
| Homo mediaticus                | Der Medienmensch                                                                 | Medienwissenschaften | |
| Homo magicus, auch: homo magus | Der magisch denkende und handelnde Mensch                                        | Wilhelm Emil Mühlmann | |
| Homo mendax                    | Der lügende Mensch                                                               | Geht auf die biblische Aussage zurück: omnis homo mendax (Ps 116(115),11), extstet autem Deus verax, omnis autem homo mendax (Röm 3,4) | |
| Homo mensura                   | Der Mensch als Maß                                                               | Protagoras | Der vollständige Satz des Protagoras in: Homo-Mensura-Satz in der Liste griechischer Phrasen |
| Homo metaphysicus              | Der metaphysische Mensch                                                         | Arthur Schopenhauer, 1819 | |
| Homo migrans                   | Der wandernde Mensch                                                             | Megan J. Daniels 2022 | |
| Homo moriens                   | Der sterbende Mensch                                                             | Marcello Zanatta 2006 | |
| Homo natura                    | Der Mensch als Natur                                                             | Friedrich Nietzsche, Jenseits von Gut und Böse | |
| Homo necans                    | Der tötende Mensch                                                               | Walter Burkert, 1985 | |
| Homo novus                     | Der neue Mensch                                                                  | Römische Antike | im Lateinischen ein Mensch, der sich in die römische Oberschicht emporgearbeitet hat |
| Homo oecologicus               | Der ökologische Mensch                                                           | Eckhard Meinberg | |
| Homo oeconomicus               | Der ökonomische Mensch                                                           | (Adam Smith, 1776); Max Weber, Richard B. McKenzie, Gordon Tullock Sozial- und Wirtschaftswissenschaften | |
| Homo parochius                 | Der zu einer Gemeinde gehörende Mensch                                           | Herbert Gintis, Game Theory Evolving | Der gruppenegoistische Mensch; der Mensch als Wesen, das Mitglieder der eigenen Gruppe vor Mitgliedern anderer Gruppen bevorzugt |
| Homo patiens                   | Der leidende Mensch                                                              | Viktor Frankl, 1988 | Erleiden und Deuten von Krankheit |
| Homo pictor                    | Der malende Mensch                                                               | Hans Jonas, 1961 | Bildner – Künstler, ästhetische Gestaltung |
| Homo politicus                 | Der politische Mensch                                                            | Aristoteles | geht zurück auf altgriechisch ζῷον πολιτικόν zóon politikón, lateinisch: animal sociale |
| Homo Proteus                   | Der verwandelbare Mensch                                                         | Hans Hass | Hans Hass beschreibt in seinem Buch Die Hyperzeller. Das neue Menschenbild der Evolution. (Hamburg 1994) die von ihm „Hyperzeller“ genannten Mensch-Maschine-Hybride in Abgrenzung zu Homo sapiens als ‚Homo Proteus‘, ein Verweis auf den Meeresgott Proteus, dem eine sprichwörtlich gewordene Fähigkeit zur spontanen, polymorphen Gestaltverwandlung (Metamorphose) zugeschrieben wurde. |
| Homo pulsans                   | Der pulsierende Mensch                                                           | Medizinischer Sprachgebrauch | Medizinische Bezeichnung eines Symptoms der Aortenklappeninsuffizienz |
| Homo reciprocans               | Der erwidernde Mensch                                                            | Sozial- und Wirtschaftswissenschaften | Gegenpol zum klassischen Denkmodell des Homo oeconomicus |
| Homo religiosus                | Der religiöse Mensch                                                             | Alister Hardy; Mircea Eliade | Bezeichnung aus dem Gebiet der Religionsanthropologie |
| Homo ridens                    | Der lachende Mensch                                                              | G. B. Milner, 1969 | |
| Homo sacer                     | Der heilige Mensch                                                               | Römisches Recht, Giorgio Agamben, Enzo Traverso | Der Rechtsstatus des Homo sacer bezeichnete im römischen Recht einen vogelfreien Menschen, der straffrei getötet werden durfte. In der modernen Diskussion wird die Bezeichnung auf recht- und staatenlose Migranten und Flüchtlinge angewandt. |
| Homo sentimentalis             | Der sentimentale Mensch                                                          | Milan Kundera, Immortality (1990), Eugene Halton, Bereft of Reason: On the Decline of Social Thought and Prospects for Its Renewal (1995). | Der Mensch als Mitglied einer Gefühlszivilisation |
| Homo sexualis                  | Der sexuelle Mensch                                                              | Andrej Poleev, Journal Enzymes, ISSN 1867-3317 | Der Mensch als sexualisiertes Wesen |
| Homo signorum                  | Der (Tierkreis)zeichenmensch                                                     | Astrologie, Medizin des Mittelalters und der Renaissance | Der Tierkreiszeichenmann, die bildliche Darstellung der vormodernen, auf Astrologie basierenden Medizin, die den Regionen des menschlichen Körpers die zwölf Tierkreiszeichen und deren Einfluss zuwies |
| Homo socialis                  | Der Mensch als soziales Wesen                                                    | | |
| Homo societatis                | Der Mensch der Gesellschaft                                                      | Pietismus, Aufklärung | entstanden aus der Friedenssehnsucht in der Zeit nach dem Dreißigjährigen Krieg, werden so Menschen bezeichnet, die nationale und Religionsgrenzen überbrückend nach einem neuen Miteinander suchten. |
| Homo sociologicus              | Der soziologische Mensch                                                         | Max Weber, Ralf Dahrendorf | |
| Homo socio-oeconomicus         | Der soziologisch-ökonomische Mensch                                              | Otto Neuloh, 1980 Peter Weise, 1989 | Verbindung der beiden isolierten Betrachtungen des ökonomischen und soziologischen Extrems der Verhaltensweisen von Individuen in einem gemeinsamen Rahmen ökonomischer und sozialer Handlungsräume. |
| Homo socius                    | Der Mensch als Gefährte                                                          | Peter Berger & Thomas Luckmann: The Social Construction of Reality (1966) | Der Mensch als soziales Wesen |
| Homo sovieticus                | Der sowjetische Mensch                                                           | Alexander Alexandrowitsch Sinowjew | Begriffsschöpfung zur Charakterisierung der Veränderung von Menschen unter dem sowjetischen System zum Opportunismus hin |
| Homo superior                  | Der Übermensch                                                                   | Friedrich Nietzsche, im Nationalsozialismus oder in der Science-Fiction | |
| Homo sustinens                 | Der aushaltende Mensch                                                           | Bernd Siebenhüner | |
| Homo symbolicus                | Der symbolische Mensch                                                           | Ernst Cassirer, 1944 | Herstellung, Deutung und Gebrauch von Symbolen; auch: animal symbolicum |
| Homo technologicus             | Der technologische Mensch                                                        | Yves Gingras | Herstellung, Deutung und Gebrauch von Technik zur Beherrschung der Welt |
| Homo utopicus                  | Der utopische Mensch                                                             | Erik Zyber | |
| Homo viator                    | Der reisende Mensch                                                              | Gabriel Marcel, 1945 | Der Mensch unterwegs zu Gott |
| Homo videns                    | Der sehende Mensch                                                               | Giovanni Sartori | Titel eines Buches von Giovanni Sartori über die Beziehungen zwischen den Medien und der aktuellen Gesellschaft |
| Homo Vitruvianus               | Der vitruvianische Mensch                                                        | Kunstgeschichte | Darstellung eines Mannes mit ausgestreckten Extremitäten in zwei überlagerten Positionen nach Leonardo da Vinci |